# إيلونا فيهير
إيلونا فيهير (بالمجرية: Fehér Ilona) (بالعبرية: אילונה פהר‏) هي عازفة كمان إسرائيلية ومجرية، ولدت في 1 ديسمبر 1901 في بودابست في المجر، وتوفيت في يناير 1988 في حولون في إسرائيل.

## وصلات خارجية
- إيلونا فيهير على موقع ميوزك برينز (الإنجليزية)